# Jonathan Winters
Jonathan Winters (născut Jonathan Harshman Winters III; n. 11 noiembrie 1925, Dayton, Ohio, SUA – d. 11 aprilie 2013, Montecito⁠(d), Comitatul Santa Barbara, California, SUA) a fost un actor american de film și TV.

## Filmografie
- O lume nebună, nebună, nebună (1963)
- Vin rușii, vin rușii! (1966)
- Penelope (1966)
- Ștrumpfii (vocea lui Papa Smurf) (2011)
- Ștrumpfii 2 (vocea lui Papa Smurf) (2013)

## Vezi și
- Listă de actori comici